# (1252) Celestia
(1252) Celestia est un astéroïde de la ceinture principale découvert le 19 février 1933 par Fred Lawrence Whipple.
Il est nommé d'après la mère du découvreur, Celestia MacFarland Whipple.
Il mesure 17 km.